# Pool of Muckhart
Pool of Muckhart (schottisch-gälisch Poll Mhuc-Àird) ist eine Siedlung im Osten der schottischen Council Area Clackmannanshire und der traditionellen schottischen Grafschaft Perthshire. Sie ist etwa acht Kilometer nordwestlich von Dunfermline und 13 km südwestlich von Perth am Fuß der Ochil Hills gelegen und gehört zu den Hillfoots Villages. Der Firth of Forth fließt etwa 13 km, der Devon etwa zwei Kilometer südlich. Pool of Muckhart ist durch die A91 an das Straßennetz angeschlossen. Zusammen mit dem westlich gelegenen Yetts of Muckhart bildet es die Parish Muckhart. Diese verzeichnete im Jahre 1991 insgesamt 520 Einwohner.
Der Schalenstein von Castleton steht am Castleton Hill, westlich von Pool of Muckhart-